# The Emotions
The Emotions é um grupo vocal americano vencedor do Grammy Award, com repertório soul/R&B originário de  Chicago, Illinois. O grupo começou cantando música gospel e posteriormente R&B e Soul. Foi nomeados pelo canal VH1 como um dos 18 mais influentes grupos femininos de todos os tempos.

## Discografia

### Álbuns de estúdio
| 1969                                                                                    | So I Can Love You   | —   | 43 | —  | —  |                 | Volt         |
| 1971                                                                                    | Untouched           | —   | —  | —  | —  |                 | Volt         |
| 1976                                                                                    | Flowers             | 45  | 5  | —  | —  | - RIAA: Ouro    | Columbia     |
| 1977                                                                                    | Rejoice             | 7   | 1  | 64 | 29 | - RIAA: Platina | Columbia     |
| 1978                                                                                    | Sunbeam             | 40  | 12 | —  | 66 | - RIAA: Ouro    | Columbia     |
| 1979                                                                                    | Come into Our World | 96  | 35 | —  | —  |                 | ARC/Columbia |
| 1981                                                                                    | New Affair          | 168 | 46 | —  | —  |                 | ARC/Columbia |
| 1984                                                                                    | Sincerely           |     | 33 | —  | —  |                 | Red Label    |
| 1985                                                                                    | If I Only Knew      |     | 54 | —  | —  |                 | Motown       |
| "—" denota que a gravação não entrou nas paradas ou não foi lançada naquele território. |                     |     |    |    |    |                 |              |

### Coletâneas
Coletâneas que entraram nas paradas
| Ano  | Título                                    | Pico nas paradas | Pico nas paradas | Gravadora |
| Ano  | Título                                    | US               | US R&B           | Gravadora |
| ---- | ----------------------------------------- | ---------------- | ---------------- | --------- |
| 1977 | Sunshine                                  | 88               | 39               | Stax      |
| 1996 | Best of My Love: The Best of the Emotions | —                | 77               | Legacy    |

### Singles
| 1964                                                                                    | "Good Old Days"                              | —  | —  | —  | —  | —  | —  | — | —  |
| 1967                                                                                    | "I Can't Stand No More Heartaches"           | —  | —  | —  | —  | —  | —  | — | —  |
| 1968                                                                                    | "Somebody New"                               | —  | —  | —  | —  | —  | —  | — | —  |
| 1968                                                                                    | "I Can't Control These Emotions"             | —  | —  | —  | —  | —  | —  | — | —  |
| 1968                                                                                    | "I Love You But I'll Leave You"              | —  | —  | —  | —  | —  | —  | — | —  |
| 1969                                                                                    | "So I Can Love You"                          | 39 | 3  | —  | —  | 40 | —  | — | —  |
| 1969                                                                                    | "The Best Part of a Love Affair"             | —  | 27 | —  | —  | —  | —  | — | —  |
| 1969                                                                                    | "Stealing Love" (Lado-A)                     | —  | 40 | —  | —  | —  | —  | — | —  |
| 1969                                                                                    | "When Tomorrow Comes"                        | —  | 40 | —  | —  | —  | —  | — | —  |
| 1970                                                                                    | "Heart Association"                          | —  | 29 | —  | —  | —  | —  | — | —  |
| 1970                                                                                    | "Black Christmas"                            | —  | —  | —  | —  | —  | —  | — | —  |
| 1971                                                                                    | "You Make Me Want to Love You"               | —  | 47 | —  | —  | —  | —  | — | —  |
| 1971                                                                                    | "If You Think It (You May As Well Do It)"    | —  | —  | —  | —  | —  | —  | — | —  |
| 1971                                                                                    | "Show Me How"                                | 52 | 13 | —  | —  | —  | —  | — | —  |
| 1972                                                                                    | "My Honey and Me"                            | —  | 18 | —  | —  | —  | —  | — | —  |
| 1972                                                                                    | "I Could Never Be Happy"                     | 93 | 23 | —  | —  | —  | —  | — | —  |
| 1972                                                                                    | "From Toys to Boys"                          | —  | 37 | —  | —  | —  | —  | — | —  |
| 1973                                                                                    | "Runnin' Back (And Forth)"                   | —  | 91 | —  | —  | —  | —  | — | —  |
| 1973                                                                                    | "Peace Be Still"                             | —  | —  | —  | —  | —  | —  | — | —  |
| 1973                                                                                    | "What Do the Lonely Do at Christmas"         | —  | —  | —  | —  | —  | —  | — | —  |
| 1974                                                                                    | "Put a Little Love Away"                     | 73 | 53 | —  | —  | 79 | —  | — | —  |
| 1974                                                                                    | "Baby, I'm Through"                          | —  | 82 | —  | —  | —  | —  | — | —  |
| 1974                                                                                    | "There Are More Questions Than Answers"      | —  | —  | —  | —  | —  | —  | — | —  |
| 1976                                                                                    | "Flowers"                                    | 87 | 16 | —  | —  | —  | —  | 2 | —  |
| 1976                                                                                    | "I Don't Wanna Lose Your Love"               | 51 | 13 | 4  | —  | 67 | —  | — | 40 |
| 1977                                                                                    | "Best of My Love"                            | 1  | 1  | 11 | 17 | 5  | 21 | 9 | 4  |
| 1977                                                                                    | "Don't Ask My Neighbors"                     | 44 | 7  | —  | —  | 88 | —  | — | —  |
| 1977                                                                                    | "Shouting Out Love"                          | —  | 31 | —  | —  | —  | —  | — | —  |
| 1978                                                                                    | "Baby, I'm Through" (relançamento)           | —  | 59 | —  | —  | —  | —  | — | —  |
| 1978                                                                                    | "Smile"                                      | —  | 6  | —  | —  | —  | —  | — | —  |
| 1978                                                                                    | "Whole Lot of Shakin'"                       | —  | 44 | —  | —  | —  | —  | — | —  |
| 1979                                                                                    | "Walking the Line"                           | —  | 58 | —  | —  | —  | —  | — | —  |
| 1979                                                                                    | "Boogie Wonderland" (com Earth, Wind & Fire) | 6  | 2  | 14 | 6  | 11 | 4  | 7 | 4  |
| 1979                                                                                    | "What's the Name of Your Love?"              | —  | 30 | —  | —  | —  | —  | — | —  |
| 1979                                                                                    | "I Should Be Dancing"                        | —  | —  | —  | —  | —  | 41 | — | —  |
| 1980                                                                                    | "Where Is Your Love?"                        | —  | 75 | —  | —  | —  | —  | — | —  |
| 1980                                                                                    | "Come into Our World"                        | —  | —  | 95 | —  | —  | —  | — | —  |
| 1981                                                                                    | "Turn It Out"                                | —  | 48 | 50 | —  | —  | —  | — | —  |
| 1981                                                                                    | "Now That I Know"                            | —  | 68 | —  | —  | —  | —  | — | —  |
| 1984                                                                                    | "You're the One"                             | —  | 34 | —  | —  | —  | —  | — | —  |
| 1984                                                                                    | "You're the Best"                            | —  | 52 | 33 | —  | —  | —  | — | —  |
| 1984                                                                                    | "Are You Through with My Heart?"             | —  | 87 | —  | —  | —  | —  | — | —  |
| 1985                                                                                    | "Miss Your Love"                             | —  | —  | —  | —  | —  | —  | — | —  |
| 1985                                                                                    | "If I Only Knew Then (What I Know Now)"      | —  | —  | —  | —  | —  | —  | — | —  |
| "—" denota que a gravação não entrou nas paradas ou não foi lançada naquele território. |                                              |    |    |    |    |    |    |   |    |

## Influência
The Emotions tem sido sampleado por rappers como Big Daddy Kane, Tupac Shakur, LL Cool J, Wu Tang Clan, 50 Cent, Ice Cube, Salt-N-Pepa, De La Soul, Kanye West, A Tribe Called Quest e Notorious BIG.
Cantores e grupos como Toni Braxton, 112, Mariah Carey, Kylie Minogue, Mary J Blige, Ginuwine, Keyshia Cole, Tamia e Janet Jackson também samplearam o grupo feminino.
Também ganharam covers de muitos artistas como Phoebe Snow, Minnie Riperton, Marcia Hines, Jade, Patti LaBelle, Maysa, The Temptations, Samantha Jade e Sheena Easton